# گیوهی
گیوهی (به ژاپنی: 求肥 Gyūhi) یکی از انواع واگاشی (شیرینی سنتی ژاپنی) است. گیوهی نوع نرم‌تر موچی (کیک برنج) است. گیوهی برای درست کردن نوع دیگری از شیرینی سنتی بنام نری‌کیری به همراه شیروآن (پوره شیرین لوبیای سفید) استفاده می‌شود.